# Frontera entre China y Pakistán
La frontera entre China y Pakistán es el lindero internacional que separa los territorios de China de los de Pakistán. Separa el noreste del Pakistán en Gilgit-Baltistán (Cachemira paquistaní), de la región Aksai Chin, el extremo occidental de la República Popular China. 
El trazado actual de la frontera fecha de 1962 y se extiende en sentido noroeste-sureste sobre 523 kilómetros, desde el Himalaya al Karakórum. Sobre esta se sitúa la cima K2 (o Godwin-Austen, Chogori o Dapsang), el segundo pico más alto del mundo. Va desde la triple frontera de los dos países con Afganistán, en el corredor de Wakhan (en Badajshán), hasta la otra frontera triple entre la República Popular de China, Pakistán e India (en Jammu y Cachemira). Se definió en su forma actual después de los conflictos entre China y Pakistán en 1962.

## Características
Pakistán se comunica con China por la carretera del Karakórum que atraviesa Gilgit-Baltistán. En medio de esta carretera se ubica el puerto seco de Sust, que ocupa una posición estratégica, concurriendo por ella todo el tráfico de pasajeros y mercancías a través de la frontera sino-pakistaní. Después de abrir el puerto seco y la aduana de Sust, el monto anual de comercio entre China y Pakistán ha aumentado de menos de dos mil millones de dólares en 2002 a 6,9 mil millones, con previsión de llegar a una facturación de 15.000 millones de dólares en el año 2014.

## Pasos fronterizos

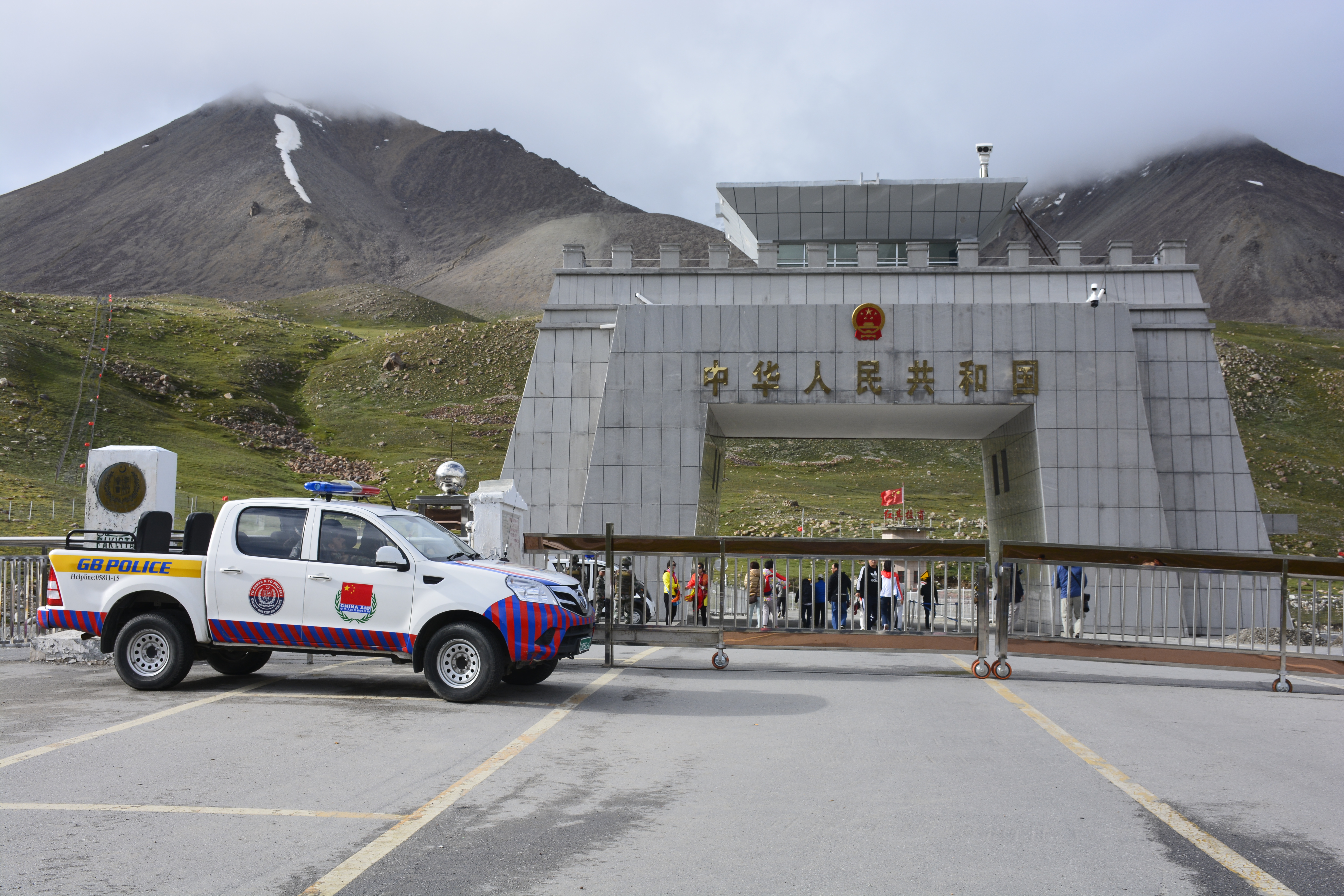
El paso de Khunjerab.

El paso de Khunjerab es el único paso fronterizo entre China y Pakistán. Históricamente, se han utilizado los pasos de Mintaka y de Kilik. Sin embargo, estos pasos no tienen acceso a vehículos y están cerrados.